# 太洋興業
太洋興業株式会社（たいようこうぎょう、英文名称Taiyo-Kogyo Corporation.）は、かつて農業・畜産用資材等の加工・販売を行っていた企業。

## 主な製品
- 農業用ポリエステルフィルム
- 葉菜類養液栽培システム
- サンデリシステム（農家・畜産家向け堆肥生産システム）
- バクテリアン（微生物土壌改良材）
- 合成樹脂製食品包装材
- 溜池・廃棄物処分場向け遮水シート

## 沿革
- 1949年6月17日 - 太洋興業株式会社設立
- 1952年1月 - 農業用ビニール販売開始
- 1952年8月 - 大阪営業所（後の大阪支店）開設
- 1953年8月 - 名古屋営業所（後の名古屋支店）・福岡営業所（後の九州支店）開設
- 1960年10月 - 仙台出張所（後の東北支店）開設
- 1968年4月 - 高松営業所（後の四国支店）開設
- 1995年7月 - 株式を店頭公開（現・ジャスダック）
- 2008年11月17日 - 不適切な会計処理が判明[1]
- 2008年12月8日 - 東京地方裁判所に民事再生法の適用を申請。負債総額148億3,300万円[2]
- 2009年1月9日 - 株式上場廃止
- 2009年6月 - 三菱樹脂へ農業ハイテク部および農業開発部 を事業譲渡[3]